# (17615) Takeomasaru
(17615) Takeomasaru est un astéroïde de la ceinture principale.

## Description
(17615) Takeomasaru est un astéroïde de la ceinture principale. Il fut découvert le 30 octobre 1995 à Kitami par Kin Endate et Kazuro Watanabe. Il présente une orbite caractérisée par un demi-grand axe de 3,10 UA, une excentricité de 0,19 et une inclinaison de 9,0° par rapport à l'écliptique.

## Compléments